# Tênis de mesa nos Jogos Parapan-Americanos de 2015
As disputas de Tênis de mesa nos Jogos Parapan-Americanos de 2015 aconteceram entre os dias 8 e 13 de Agosto de 2015.

## Medalhistas
Masculino
| Evento                           | Ouro                    | Prata                     | Bronze                                                  |
| -------------------------------- | ----------------------- | ------------------------- | ------------------------------------------------------- |
| Individual Classe 1 detalhes     | Aloisio Lima BRA Brasil | Yunier Fernandez CUB Cuba | Bruno Braga BRA Brasil Fernando Eberhardt ARG Argentina |
| Individual Classe 2 detalhes     |                         |                           |                                                         |
| Individual Classe 3 detalhes     |                         |                           |                                                         |
| Individual Classe 4 detalhes     |                         |                           |                                                         |
| Individual Classe 5 detalhes     |                         |                           |                                                         |
| Individual Classe 6 detalhes     |                         |                           |                                                         |
| Individual Classe 7 detalhes     |                         |                           |                                                         |
| Individual Classe 8 detalhes     |                         |                           |                                                         |
| Individual Classe 9 detalhes     |                         |                           |                                                         |
| Individual Classe 10 detalhes    |                         |                           |                                                         |
| Individual Classe 11 detalhes    |                         |                           |                                                         |
| Por equipes Classes 1-2 detalhes |                         |                           |                                                         |
| Por equipes Classes 3-4 detalhes |                         |                           |                                                         |
| Por equipes Classe 5 detalhes    |                         |                           |                                                         |
| Por equipes Classe 6-8 detalhes  |                         |                           |                                                         |
| Por equipes Classe 9-10 detalhes |                         |                           |                                                         |

Masculino
| Evento                           | Ouro | Prata | Bronze |
| -------------------------------- | ---- | ----- | ------ |
| Individual Classes 1-2 detalhes  |      |       |        |
| Individual Classe 3 detalhes     |      |       |        |
| Individual Classe 4 detalhes     |      |       |        |
| Individual Classe 5 detalhes     |      |       |        |
| Individual Classes 6-7 detalhes  |      |       |        |
| Individual Classes 9-10 detalhes |      |       |        |
| Por equipe Classes 1-3 detalhes  |      |       |        |
| Por equipe Classes 4-5 detalhes  |      |       |        |

## Ligações Externas
Site oficial